# Giáo phận Bắc Ninh
Giáo phận Bắc Ninh (tiếng Latin: Dioecesis Bacninhensis) là một giáo phận Công giáo Rôma tại Việt Nam. Năm 2008, giáo phận có diện tích 24.600 km², tương ứng với địa giới các tỉnh Bắc Ninh, Thái Nguyên, một phần các tỉnh Tuyên Quang (bên tả ngạn sông Lô), bắc thủ đô Hà Nội, Phú Thọ, Hải Phòng và Lạng Sơn. Tổng số giáo dân là 138.790 người (2019), chiếm 1,6% dân số trong địa phận trên tổng số 8.697.890 người. Số linh mục là: 95 linh mục (trong đó có 2 linh mục dòng), số tu sĩ là: 56 nữ tu sĩ.
Giáo phận Bắc Ninh hiện đang được cai quản bởi giám mục chính tòa Giuse Đỗ Quang Khang (từ năm 2023).

## Lịch sử
Địa phận Bắc Ninh đã có những cứ điểm truyền giáo từ thế kỉ 17 như Kẻ Roi (Xuân Hòa), Kẻ Nê (Tử Nê), và Kẻ Mốt (Đức Trai). Ngày 29 tháng 5 năm 1883, Giáo hoàng Lêô XIII ký Tông sắc tách rời các tỉnh Bắc Ninh, Thái Nguyên, Lạng Sơn và Cao Bằng khỏi Giáo phận Đông Đàng Ngoài để thành lập một giáo phận mới là Giáo phận Bắc Đàng Ngoài. Đại diện Tông tòa Giáo phận Đông Đàng Ngoài, giám mục Antonio Colomer Lễ, được bổ nhiệm làm Đại diện Tông tòa của tân giáo phận. Bấy giờ, giáo phận mới có 17 linh mục triều người Việt, 2 linh mục dòng Đa Minh, 3 thừa sai người Tây Ban Nha, 15 đại chủng sinh, 22 tiểu chủng sinh, 50 thầy giảng, 8 nữ tu dòng Mến Thánh Giá và 35.000 tín hữu trong 11 giáo xứ và 28 giáo họ. Đến năm 1924, Giáo phận Bắc Đàng Ngoài được đổi tên thành Giáo phận Bắc Ninh.
Năm 1913, Hạt Phủ doãn Lạng Sơn được thành lập, tách rời từ Giáo phận Bắc Ninh, và được ủy thác cho các thừa sai dòng Đa Minh Lyon đảm trách, đến năm 1960 thì chính thức được Tòa Thánh nâng lên hàng giáo phận.

## Danh sách các giáo xứ
Địa giới giáo phận: phía bắc giáp giáo phận Lạng Sơn và Cao Bằng, phía nam giáp tổng giáo phận Hà Nội và giáo phận Thái Bình, phía đông giáp giáo phận Hải Phòng, phía tây giáp giáo phận Hưng Hóa.

### Giáo hạt Bắc Giang
Giáo hạt Bắc Giang gồm 23 giáo xứ nằm trên phần phía bắc tỉnh Bắc Ninh ở tả ngạn sông Cầu, xếp theo ABC:
1. Giáo xứ An Tràng - Phường Tân An, tỉnh Bắc Ninh
2. Giáo xứ Bắc Giang - 66A Nguyễn Văn Cừ, phường Bắc Giang, tỉnh Bắc Ninh
3. Giáo xứ Bỉ Nội - Thôn Bỉ, xã Ngọc Thiện, tỉnh Bắc Ninh
4. Giáo xứ Cổ Pháp - Thôn Cổ Pháp, xã Đồng Việt, tỉnh Bắc Ninh
5. Giáo xứ Đại Lãm - Thôn Đại Lãm, xã Bảo Đài, tỉnh Bắc Ninh
6. Giáo xứ Đạo Ngạn - Phường Nếnh, tỉnh Bắc Ninh
7. Giáo xứ Hòa An - Thôn Hòa An, xã Phúc Hòa, tỉnh Bắc Ninh
8. Giáo xú Hoàng Mai - Phường Nếnh, tỉnh Bắc Ninh
9. Giáo xứ Lục Hạ - Thôn Lục Hạ, xã Nhã Nam, tỉnh Bắc Ninh
10. Giáo xứ Mai Thượng - Thôn Mai Thượng, xã Hợp Thịnh, tỉnh Bắc Ninh
11. Giáo xứ Mỹ Lộc - Thôn Mỹ Lộc, xã Tiên Lục, tỉnh Bắc Ninh
12. Giáo xứ Nghĩa Hạ - Phường Việt Yên, tỉnh Bắc Ninh
13. Giáo xứ Ngọ Xá - Thôn Ngọ Xá, xã Xuân Cẩm, tỉnh Bắc Ninh
14. Giáo xứ Núi Ô - Phường Cảnh Thụy, tỉnh Bắc Ninh
15. Giáo xứ Tân An - Thôn Tân An, xã Tam Tiến, tỉnh Bắc Ninh
16. Giáo xứ Thanh Giã - Thôn Thanh Giã, xã Bảo Đài, tỉnh Bắc Ninh
17. Giáo xứ Thiết Nham - Phường Việt Yên, tỉnh Bắc Ninh
18. Giáo xứ Thường Thắng - Xã Hợp Thịnh, tỉnh Bắc Ninh
19. Giáo xứ Tiên Lục - Xã Tiên Lục, tỉnh Bắc Ninh
20. Giáo xứ Tiên Nha - Xã Lục Nam, tỉnh Bắc Ninh
21. Giáo xứ Trung Lai - Phường Việt Yên, tỉnh Bắc Ninh
22. Giáo xứ Yên Tập - Phường Yên Dũng, tỉnh Bắc Ninh
23. Giáo xứ Yên Lễ - Thôn Yên Lễ, xã Tam Tiến, tỉnh Bắc Ninh

### Giáo hạt Bắc Ninh
Giáo hạt Bắc Ninh gồm 19 giáo xứ nằm trên phần phía nam tỉnh Bắc Ninh ở hữu ngạn sông Cầu, xếp theo ABC:
1. Giáo xứ Cẩm Giang - Phường Đồng Nguyên, tỉnh Bắc Ninh
2. Giáo xứ Chính Tòa - 537 Ngô Gia Tự, phường Kinh Bắc, tỉnh Bắc Ninh
3. Giáo xứ Dâu - Phường Trí Quả, tỉnh Bắc Ninh
4. Giáo xứ Đình Tổ - Thôn Đình Tổ, xã Đại Đồng, tỉnh Hưng Yên
5. Giáo xứ Đồng Nhân - Thôn Đồng Nhân, xã Tam Giang, tỉnh Bắc Ninh
6. Giáo xứ Dũng Vi - Thôn Giáo, xã Đại Đồng, tỉnh Bắc Ninh
7. Giáo xứ Kẻ Mốt - Thôn Kẻ Mốt, xã Cẩm Giang, thành phố Hải Phòng
8. Giáo xứ Lai Tê - Thôn Lai Tê, xã Trung Chính, tỉnh Bắc Ninh
9. Giáo xứ Nam Viên - Thôn Ấp Đạo, xã Tân Chi, tỉnh Bắc Ninh
10. Giáo xứ Ngăm - Thôn Ấp Ngăm, xã Đông Cứu, tỉnh Bắc Ninh
11. Giáo xứ Ngô Khê - Phường Võ Cường, tỉnh Bắc Ninh
12. Giáo xứ Nguyệt Đức - Phường Vân Hà, tỉnh Bắc Ninh
13. Giáo xứ Phong Cốc - Thôn Phong Cốc, xã Phù Lãng, tỉnh Bắc Ninh
14. Giáo xứ Phượng Giáo - Xã Lương Tài, tỉnh Bắc Ninh
15. Giáo xứ Phượng Mao - Phường Phương Liễu, tỉnh Bắc Ninh
16. Giáo xứ Thọ Ninh - Thôn Đồng Nhân, xã Tam Guang, tỉnh Bắc Ninh
17. Giáo xứ Tử Nê - Thôn Tử Nê, xã Lương Tài, tỉnh Bắc Ninh
18. Giáo xứ Từ Phong - Phường Bồng Kai, tỉnh Bắc Ninh
19. Giáo xứ Xuân Hòa - Phường Nhân Hòa, tỉnh Bắc Ninh

### Giáo hạt Nội Bài
Giáo hạt Nội Bài gồm 10 giáo xứ nằm trên phần phía bắc thành phố Hà Nội ở tả ngạn sông Hồng, xếp theo ABC:
1. Giáo xứ An Bài - Thôn Yên Bài, xã Tiến Thắng, thành phố Hà Nội
2. Giáo xứ Bến Cốc - Thôn Bến Cốc, xã Nội Bài, thành phố Hà Nội
3. Giáo xứ Bến Đông - Thôn Đại Bằng, xã Phúc Thịnh, thành phố Hà Nội
4. Giáo xứ Lập Trí - Thôn Lập Trí, xã Kim Anh thành phố Hà Nội
5. Giáo xứ Nỉ - Thôn Nỉ, xã Trung Giã, thành phố Hà Nội
6. Giáo xứ Nội Bài - Xã Quang Minh, thành phố Hà Nội
7. Giáo xứ Thạch Đà - Xã Yên Lãng, thành phố Hà Nội
8. Giáo xứ Thường Lệ - Thôn Thường Lệ, xã Mê Linh, thành phố Hà Nội
9. Giáo xứ Trung Xuân - Thôn Trung Xuân, xã Yên Lãng, thành phố Hà Nội
10. Giáo xứ Tư Đình - 24-26/129 Bát Khối, phường Long Biên, thành phố Hà Nội

### Giáo hạt Thái Nguyên
Giáo hạt Thái Nguyên gồm 13 giáo xứ nằm trong toàn bộ địa giới hành chính của tỉnh Thái Nguyên, xếp theo ABC:
1. Giáo xứ Bắc Kạn - Đường Phùng Chí Kiên, phường Bắc Kạn, tỉnh Thái Nguyên
2. Giáo xứ Đại Từ - Xã Đại Từ, tỉnh Thái Nguyên
3. Giáo xứ Hích - Thôn Hích, xã Văn Lăng, tỉnh Thái Nguyên
4. Giáo xứ La Tú - Thôn La Tú, xã Tân Khánh, tỉnh Thái Nguyên
5. Giáo xứ Ngọc Lâm - Phường Linh Sơn, tỉnh Thái Nguyên
6. Giáo xứ Nhã Lộng - Xã Phú Bình, tỉnh Thái Nguyên
7. Giáo xứ Phú Cường - Xã Phú Thịnh, tỉnh Thái Nguyên
8. Giáo xứ Phúc Xuân - Xã Đại Phúc, tỉnh Thái Nguyên
9. Giáo xứ Tân Cương - Xã Tân Cương, tỉnh Thái Nguyên
10. Giáo xứ Thái Nguyên - Tổ 2, phường Phan Đình Phùng, tỉnh Thái Nguyên
11. Giáo xứ Tiểu Lễ (Chã) - Phường Trung Thành, tỉnh Thái Nguyên
12. Giáo xứ Yên Lãng - Xã Phú Xuyên, tỉnh Thái Nguyên
13. Giáo xứ Yên Thủy - Thôn Yên Thủy, xã Phú Lương, tỉnh Thái Nguyên

### Giáo hạt Tuyên Quang
Giáo hạt Tuyên Quang gồm 7 giáo xứ nằm trên phần phía đông tỉnh Tuyên Quang bên tả ngạn sông Lô, xếp theo ABC:
1. Giáo xứ Bạch Xa - Thôn Bến Đền, xã Bạch Xa, tỉnh Tuyên Quang
2. Giáo xứ Đồng Chương - Thôn Đồng Chương, xã Bình Ca, tỉnh Tuyên Quang
3. Giáo xứ Lực Tiến - Thôn Lực Tiến, xã Lực Hành, tỉnh Tuyên Quang
4. Giáo xứ Tân Bình - Thôn Tân Bình, xã Bình Xa, tỉnh Tuyên Quang
5. Giáo xứ Vân Cương - Thôn Vân Cương, xã Đoan Hùng, tỉnh Phú Thọ
6. Giáo xứ Vĩnh Ngọc - Xã Chiêm Hóa, tỉnh Tuyên Quang
7. Giáo xứ Yên Thịnh - Thôn Yên Thịnh, xã Thái Bình, tỉnh Tuyên Quang

### Giáo hạt Vĩnh Phúc
Giáo hạt Vĩnh Phúc gồm 12 giáo xứ nằm trên phần phía đông tỉnh Phú Thọ bên tả ngạn sông Lô, xếp theo ABC:
1. Giáo xứ Bảo Sơn - Xã Bình Tuyền, tỉnh Phú Thọ
2. Giáo xứ Đại Điền - Xã Đại Đình, tỉnh Phú Thọ
3. Giáo xứ Dân Trù - Thôn Dân Trù, xã Tam Hồng, tỉnh Phú Thọ
4. Giáo xứ Hòa Loan - Thôn Hòa Loan, xã Vĩnh Thành, tỉnh Phú Thọ
5. Giáo xứ Hữu Bằng - Thôn Hữu Bằng, xã Bình Nguyên, tỉnh Phú Thọ
6. Giáo xứ Phúc Yên - 1 Nguyễn Chí Thanh, phường Phúc Yên, tỉnh Phú Thọ
7. Giáo xứ Tam Đảo - Xã Tam Đảo, tỉnh Phú Thọ
8. Giáo xứ Thống Nhất - Xã Bình Tuyền, tỉnh Phú Thọ
9. Giáo xứ Văn Thạch - Thôn Văn Thạch, xã Tam Sơn, tỉnh Phú Thọ
10. Giáo xứ Vinh Tiến - Xã Bình Tuyền, tỉnh Phú Thọ
11. Giáo xứ Vĩnh Yên - 38 Ngô Quyền, phường Vĩnh Phúc, tỉnh Phú Thọ
12. Giáo xứ Yên Mỹ - 35 Nhà Chung, phường Phúc Yên, tỉnh Phú Thọ

## Các danh địa trong giáo phận

### Nhà thờ chính tòa và Tòa giám mục
Toà giám mục và Nhà thờ chính tòa giáo phận được đặt ở phường Ninh Xá, thành phố Bắc Ninh, tỉnh Bắc Ninh.
Nhà thờ chính tòa Bắc Ninh được xây dựng vào năm 1892.

### Các nhà thờ lớn, chủng viện và tu viện
- Nhà thờ Xuân Hòa[2]

## Các đời giám mục quản nhiệm
| STT                                  | Tên                                  | Thời gian quản nhiệm                 | Ghi chú                              |
| Hạt Đại diện Tông tòa Bắc Đàng Ngoài | Hạt Đại diện Tông tòa Bắc Đàng Ngoài | Hạt Đại diện Tông tòa Bắc Đàng Ngoài | Hạt Đại diện Tông tòa Bắc Đàng Ngoài |
| ------------------------------------ | ------------------------------------ | ------------------------------------ | ------------------------------------ |
| 1 †                                  | Antonio Colomer Lễ                   | 1883-1902                            |                                      |
| 2 †                                  | Maximino Velasco Khâm                | 1889-1924                            |                                      |
| 3 †                                  | Teodoro Gordaliza y Sánchez Phúc     | 1915-1924                            |                                      |
| Hạt Đại diện Tông tòa Bắc Ninh       |                                      |                                      |                                      |
|                                      | Teodoro Gordaliza y Sánchez Phúc     | 1924-1931                            |                                      |
| 4 †                                  | Eugenio Artaraz Emaldi               | 1932-1947                            |                                      |
| 5 †                                  | Đa Minh Hoàng Văn Đoàn               | 1950-1955                            |                                      |
| 6 †                                  | Phêrô Maria Khuất Văn Tạo            | 1955-1960                            | kiêm Giám quản Tông Tòa              |
| Giáo phận Bắc Ninh                   |                                      |                                      |                                      |
|                                      | Phêrô Maria Khuất Văn Tạo            | 1960-1963                            | Giám quản Tông Tòa                   |
| 7 †                                  | Phaolô Giuse Phạm Đình Tụng          | 1963-1994                            |                                      |
| 8 †                                  | Đa Minh Đinh Huy Quảng               | 1975-1992                            |                                      |
| 9 †                                  | Giuse Maria Nguyễn Quang Tuyến       | 1988-1994 1994-2006                  | Giám mục phó Giám mục chính tòa      |
| 10                                   | Giuse Ngô Quang Kiệt                 | 2006-2008                            | Giám quản Tông Tòa                   |
| 11                                   | Cosma Hoàng Văn Đạt                  | 2008-2023                            |                                      |
| 12                                   | Giuse Đỗ Quang Khang                 | 2021-2023 2023-nay                   | Giám mục phó Giám mục chính tòa      |

Ghi chú:
- : Giám mục chính tòa
- : Giám mục phó, Giám mục phụ tá hoặc Đại diện Tông tòa
- : Giám quản Tông Tòa